# MS 노먼 애틀랜틱

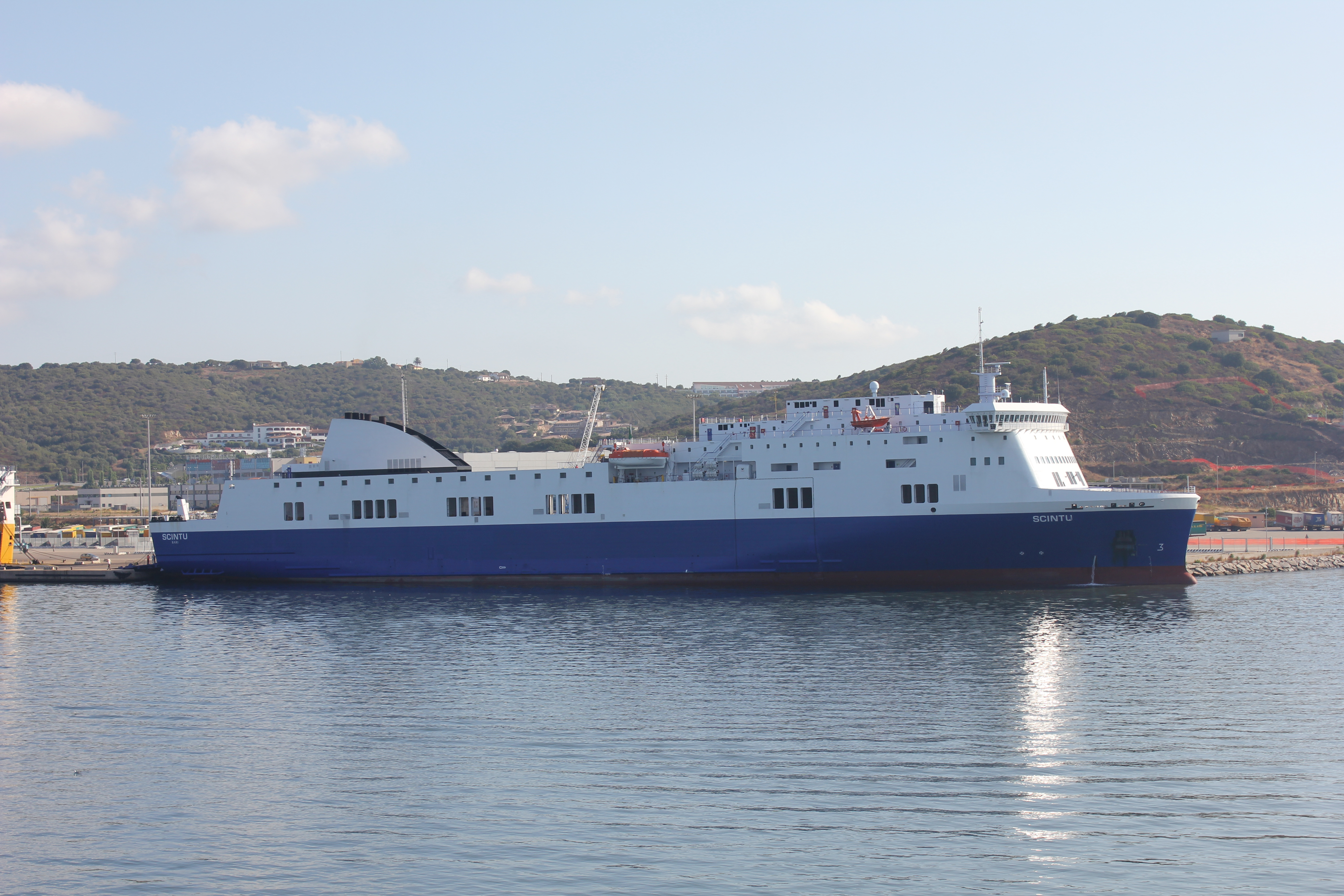

MS 노먼 애틀랜틱(MS Norman Atlantic)은 이탈리아의 비세마르 디 나비가치오네가 운영하는 페리이다. ANEK 라인에 의한 운행중인 2014년 12월 28일 그리스의 파트라에서 이탈리아 안코나로 향하는 도중 아드리아 해의 오트란 토 해협을 항해 중에 화재 사고가 발생했다.